# Johann-Volkmar Fisser
Johann-Volkmar Fisser (* 2. Juli 1893 in Dresden; † 12. August 1940 auf der Isle of Wight) war ein Offizier und Flugzeugführer der Luftwaffe im Zweiten Weltkrieg.

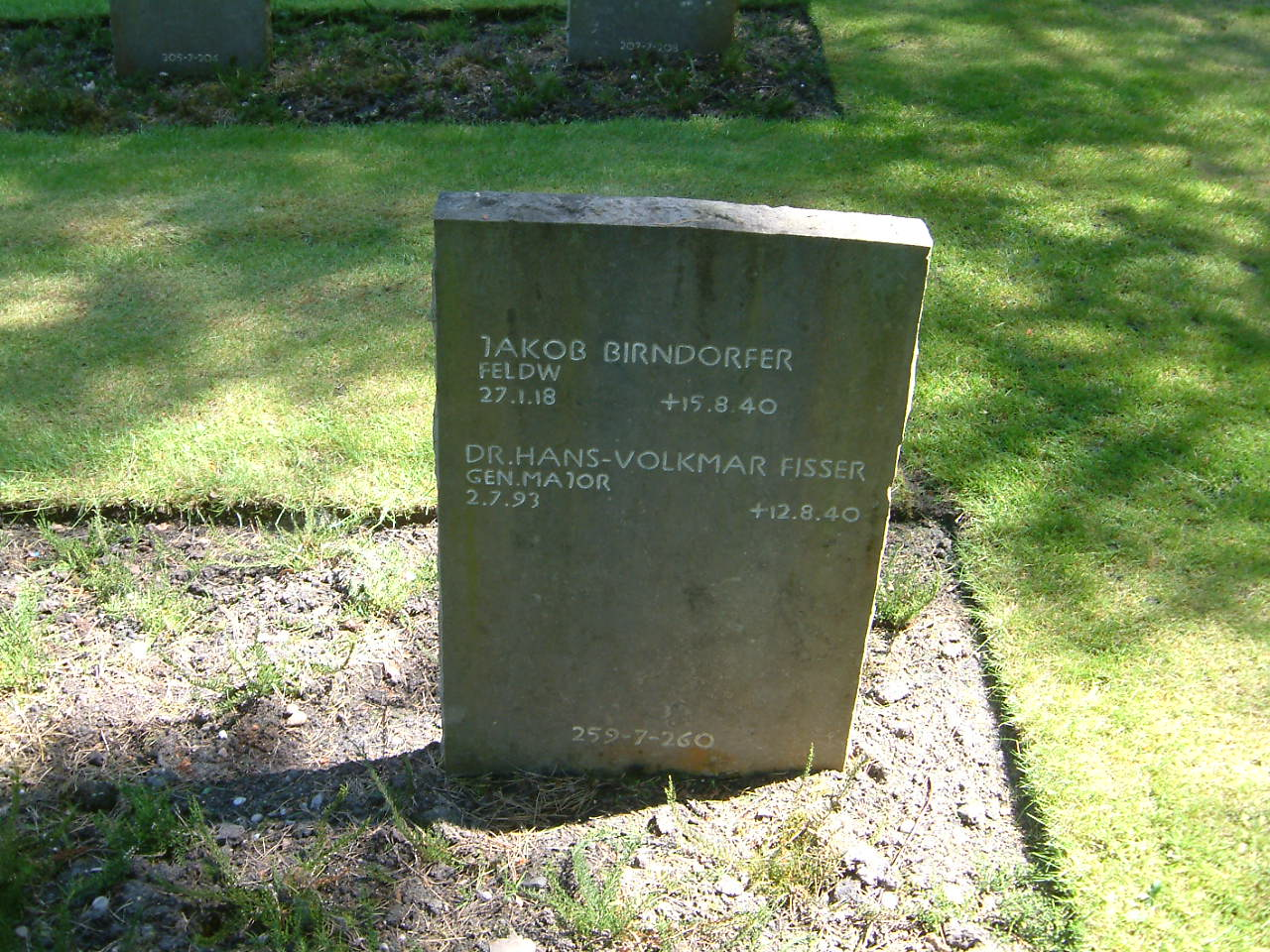
Die Gräber von Johann-Volkmar Fisser (hier Hans genannt) und Jakob Birndorfer (1918–1940) auf dem deutschen Soldatenfriedhof Cannock Chase, Staffordshire, England (Block 7 Reihe 10 Gräber 259 & 260)

## Leben
Fisser diente im Ersten Weltkrieg in der Fliegertruppe und wurde am 16. März 1918 mit dem Ritterkreuz des königlichen Hausorden von Hohenzollern mit Schwertern ausgezeichnet. Am 28. Mai 1920 zum Hauptmann befördert, errang er am 28. Juni 1921 den Titel eines Dr. rer. pol. (Doktor der Staatswissenschaften). Am 24. April 1933 trat er in die NSDAP und am 1. Juli 1934 in die neu entstandene Luftwaffe ein, als Adjutant, im Range eines Hauptmanns, beim Stab des Kommandos der Fliegererprobungsstellen. Am 1. August 1934 zum Major befördert, übernahm er am 1. März 1935 die Stelle eines Lehrers an der Beobachterschule Hildesheim. Am 20. Juni 1935 übernahm er vorübergehend eine Staffel im Kampfgeschwader 255 als Staffelkapitän. Am 1. Oktober 1936, nach seiner Beförderung zum Oberstleutnant, übernahm er die II. Gruppe dieses Geschwaders als Gruppenkommandeur. Nach erneuter Beförderung am 1. Januar 1939 zum Oberst stieg er schließlich zum Geschwaderkommodore des Kampfgeschwaders 255 (ab 1. Mai in Kampfgeschwader 51 umbenannt) auf. Dieses Geschwader war bei Beginn des Zweiten Weltkrieges nicht beim Überfall auf Polen eingesetzt, sondern blieb auf seinen Heimatbasen im Südwesten Deutschlands. Vom 21. März 1940 bis 31. Mai 1940 übernahm er übergangsweise das Kampfgeschwader 77 in gleicher Funktion und führte es zu Beginn des Westfeldzugs. Danach kehrte er wieder zum Kampfgeschwader 51 zurück. Am 12. August 1940 wurde er mit einer Junkers Ju 88 über der Isle of Wight abgeschossen und galt zunächst als vermisst. Später wurde er für tot erklärt. Posthum ernannte man ihn mit Wirkung vom 1. August 1940 zum Generalmajor.